# ニルセビマブ
ニルセビマブ（英: Nirsevimab）は、呼吸器合胞体ウイルス（RSウイルス；RSV）に対する阻害活性を有するヒト遺伝子組換モノクローナル抗体である。RSVウイルス表面のF蛋白質に結合する侵入阻害剤である。
多く見られる副作用は発疹、発熱、注射部位反応（発赤、腫脹、疼痛など）である。
アストラゼネカとサノフィが共同開発し、欧州、英国、カナダ、米国、日本で承認されている。

## 効能・効果
日本では下記の用途での使用が承認されている。用途1.は健康保険適用であるが、用途2.は適用外（自費診療）である。
1. 生後初回又は２回目のRSウイルス感染流行期の重篤なRS ウイルス感染症のリスクを有する新生児、乳児及び幼児における、RSウイルス感染による下気道疾患の発症抑制
2. 生後初回のRSウイルス感染流行期の1.以外のすべての新生児及び乳児におけるRSウイルス感染による下気道疾患の予防

欧州連合（EU）では、新生児および乳児の初回RSV流行期におけるRSウイルス下気道感染症の予防に適応がある。
米国では、新生児、初回RSV流行期に生まれたか初回流行期に入った乳児、および第2RSV流行期までの生後24ヵ月までの乳児（重症RSV感染症に罹患しやすい）におけるRSV下気道疾患の予防に適応がある。CDCは2023年10月の文書で、本薬剤の投与あるいは妊娠中の母親へのRSVpreFワクチン接種のいずれかの方法でのRSウイルス感染による下気道疾患予防を推奨している。

## 副作用
重大な過敏反応は報告されておらず、グレード3以上の有害事象が報告されたのは、臨床試験NCT02878330の参加者の8％（968人中77人）のみであった。

## 薬理

### 作用機序
ニルセビマブは、RSV融合（F）蛋白質の融合前構造、すなわちウイルスが細胞に接着する部位に結合する。ニルセビマブのFc領域は改変されており、RSVの流行期中ずっと効果が持続するよう、薬剤の半減期を延長している。

## 開発の経緯
欧州医薬品庁（EMA）のヒト用医薬品委員会（Committee for Medicinal Products for Human Use）による見解は、RSV初回流行期を迎えた健康な早産児（未熟児）および満期（正期）産児を対象にニルセビマブの有効性と安全性を検討した2つの無作為化二重盲検プラセボ対照多施設臨床試験のデータに基づいている。これらの試験により、ニルセビマブは、初回RSV流行期中の正期産および早産児において、医療的治療を必要とするRSV下気道感染症（気管支炎や肺炎など）を予防することが実証された。
ニルセビマブの安全性は、重症RSV疾患のリスクが高い5週以上の早産児（妊娠35週未満）および未熟児慢性肺疾患（早産児が直面する長期的呼吸器疾患）または先天性心疾患を有する乳児を対象とした第II/III相無作為化二重盲検多施設共同試験でも評価された。この試験の結果、ニルセビマブの安全性プロファイルはパリビズマブと同等であった。
米国食品医薬品局（FDA）は、ニルセビマブの安全性と有効性を3つの試験（うち2つは無作為化二重盲検プラセボ対照多施設臨床試験）に基づいて評価した（試験03、04、05）。有効性の主な指標は、ニルセビマブ投与後150日間に医療機関で受診したRSV下気道感染症（medically attended RSV lower respiratory tract infection；MA RSV LRTI）の発生率であった。MA RSV LRTIには、臨床的重症度が悪化し、RSV検査が陽性であった下気道疾患に対するすべての医療機関受診（診察、緊急治療、救急外来受診、入院）が含まれる。
臨床試験03には、RSV流行期中または初回RSV流行期に入った早産児1,453人（妊娠29週以上35週未満で出生）が組み入れられた。試験に参加した1,453人の早産児のうち、969人にニルセビマブが単回投与され、484人にプラセボが投与された。ニルセビマブを投与された乳児のうち、MA RSV LRTIを経験したのは25例（2.6％）であったのに対し、プラセボを投与された乳児は46例（9.5％）であった。ニルセビマブは、プラセボと比較してMA RSV LRTIのリスクを約70％減少させた。 
臨床試験04の主要解析群には、1,490人の正期産および後期早産児が含まれ、そのうち994人にニルセビマブが単回投与され、496人にプラセボが投与された。ニルセビマブ投与を受けた乳児のうち、MA RSV LRTI を経験したのは 12 例（1.2%）であったのに対し、プラセボ投与を受けた乳児は 25 例（5.0%）であった。ニルセビマブは、プラセボと比較して MA RSV LRTI のリスクを約 75%減少させた。
臨床試験05は多施設共同無作為化二重盲検アクティブ（パリビズマブ）対照試験であり、2回目のRSV流行期まで重症RSV疾患に罹患し易い生後24ヵ月までの小児に対するニルセビマブの使用を支持した。この試験には、早産児および未熟児慢性肺疾患または先天性心疾患を有する乳児925人が登録された。試験05の安全性と薬物動態データは、この集団におけるMA RSV LRTI予防のためのニルセビマブ使用のエビデンスを提供した。
FDAはニルセビマブの申請をファスト・トラックに指定し、その承認をアストラゼネカに与えた。

## 承認
2022年9月15日、欧州医薬品庁（EMA）のヒト用医薬品委員会は、新生児および乳児におけるRSV下気道疾患の予防を適応症とするニルセビマブの販売承認を付与するよう勧告した。ニルセビマブは、EMAの優先審査プログラムの下で審査された。この医薬品の申請者はアストラゼネカABである。2022年11月、ニルセビマブは欧州連合（EU）および英国で医療用として承認された。カナダでは2023年4月に、米国では2023年7月に、日本では2024年3月に承認されている。

## 研究開発
2022年現在、ニルセビマブは一般乳児集団におけるRSVに対する実験的ワクチンとして研究されている。MELODY試験は現在進行中の無作為化二重盲検プラセボ対照試験で、後期早産児および満期産児を対象にニルセビマブの安全性と有効性を評価している。初期の結果は有望で、ニルセビマブは、正期産または後期早産児において、プラセボと比較して下気道感染症を74.5％減少させた。
2023年4月時点で進行中の臨床試験を下記に挙げる。
- “A Phase 3 Randomized, Double-blind, Placebo-controlled Study to Evaluate the Safety and Efficacy of MEDI8897, a Monoclonal Antibody With an Extended Half-life Against Respiratory Syncytial Virus, in Healthy Late Preterm and Term Infants (MELODY)”. ClinicalTrials.gov (2022年9月1日). 2023年4月11日閲覧。
- “A Phase 2, Open-label, Uncontrolled, Single-dose Study to Evaluate the Safety and Tolerability, Pharmacokinetics, and Occurrence of Antidrug Antibody for Nirsevimab in Immunocompromised Children ≤ 24 Months of Age”. ClinicalTrials.gov (2023年3月16日). 2023年4月12日閲覧。
- “A Phase 3, Randomized, Double-blind, Placebo-controlled Study to Evaluate the Safety and Efficacy of Nirsevimab, a Monoclonal Antibody With Extended Half-life Against Respiratory Syncytial Virus, in Healthy Preterm and Term Infants in China”. ClinicalTrials.gov (2023年4月11日). 2023年4月11日閲覧。